# Бібліографія Майкла Флінна
Нижче наведена повна бібліографія Майкла Френсіса Флінна (нар. 1947), американського письменника, автора науково-фантастичних і фентезійних творів.

## Романи

### Всесвіт «Полум'яна зірка»

#### Серія «Полум'яна зірка»
- «Полум'яна зірка» (англ. «Firestar»; 1996)
- «Бунтівна зірка» (англ. «Rogue Star»; 1998)
- «Провідна зірка» (англ. «Lodestar»; 2000)
- «Зірки, що падають» (англ. «Falling Stars»; 2001)

#### Серія «Спіральний рукав»
- «Січневий танцюрист» (англ. «The January Dancer»; 2008)
- «Вгору річкою Джим» (англ. «Up Jim River»; 2010)
- «У левовій пащі» (англ. «In the Lion's Mouth»; 2012)
- «На лезі бритви» (англ. «On the Razor's Edge»; 2013)

### Інші
- «У країні сліпих» (англ. «In the country of the blind»; 1990), Нью-Йорк: Baen Books[1]
- «Впалі янголи» (англ. «Fallen Angels»; 1991), разом з Ларрі Нівеном і Джеррі Пурнеллом[2]
- «У країні сліпих» (англ. «In the country of the blind»; 2001), доповнене видання, Нью-Йорк: Tor Books[3]
- «Уламки Зіркової ріки» (англ. «The Wreck of the River of Stars»; 2003)
- «Айфельгайм» (англ. «Eifelheim»; 2006)
- «Кораблетрощі часу» (англ. «The Shipwrecks of Time»)[4]
- «Вождь» (англ. «The Chieftain»)[5]

## Оповідання

### Збірки
- «Хроніки нанотехнологій» (англ. «The Nanotech Chronicles»; 1991)
- «Ліс часу та інші оповідання» (англ. «The Forest of Time and other stories»; 1997)
- «Полонені мрії» (англ. «Captive Dreams»; 2013)

### Твори
- «Айфельгайм» (англ. «Eifelheim»; 1986)
- «Ліс часу» (англ. «The Forest of Time»; 1987)
- «Пригода сміхотливого клона» (англ. «The Adventure of the Laughing Clone»; 1988)
- «З куточка ока» (англ. «From the corner of the eye»; 1993), Analog 113/13
- «Мелодії серця» (англ. «Melodies of the heart»; 1994), Analog 114/1&2
- «Обіцянка Божа» (англ. «The promise of God»; 1995), F&SF 88/3
- «Будинок снів» (англ. «House of Dreams»; 1997)
- «Південна стратегія» (англ. «Southern Strategy»; 2002)
- «Банкомат Ensorcelled» (англ. «The Ensorcelled ATM»; 2005)
- «Світанок, і захід сонця, і кольори землі» (англ. «Dawn, and Sunset, and the Colours of the Earth»; 2006)[6]
- «Питання про небо і світ» (лат. «Quaestiones Super Caelo et Mundo»; 2007), Analog 127/7&8
- «Пісок і залізо» (англ. «Sand and Iron»; 2008), Analog 128/7&8
- «Там, де всі вітри сплять» (англ. «Where the Winds are all Asleep»; 2009), Analog 129/10
- «Про хиткий чортополох» (англ. «On Rickety Thistlethwaite»; 2010), Analog 130/1&2
- «Карґо» (англ. «Cargo»; 2010), Analog 130/6
- «Принц-жаба» (англ. «The Frog Prince»; 2011), Analog 131/1&2
- «Залізні сорочки» (англ. «The Iron Shirts»; 2011)
- «Мандрівник: У низькорослих преріях» (англ. «The Journeyman: On the Short-Grass Prairie»; 2012), Analog 132/10

## Статті
- «De revolutione scientarium in media tempestas» [«Революція в науці в умовах медіабуревіїв»]. Analog. 127 (7&8). липень-серпень 2007.
- «The great Ptolemaic smackdown and down-and-dirty mud-wrassle» [«Велике птолемеївське побоїще і брудна багнюка»]. Analog. 133 (1&2): 14—27. січень-лютий 2013.